# FIVB World Tour 2012 der Männer
Die FIVB World Tour 2012 der Männer bestand aus elf Beachvolleyball-Turnieren, von denen acht als Grand Slam und drei als Open ausgetragen wurden.

## Turniere
Die Serie begann am 17. April in Brasília. Weitere Open gab es in Mysłowice und Prag. Shanghai, Peking, Moskau, Rom, Gstaad, Berlin, Klagenfurt und Stare Jabłonki richteten die Grand Slams aus. Eine weitere Veranstaltung in Québec wurde abgesagt. Ebenso fanden die ursprünglich als letztes Turnier des Jahres geplanten Agadir Open in Marokko nicht statt. Daher endete die Beachserie am 19. August in Polen.

### Brasilia Open (17. bis 22. April)
| Platz | Team                                  |
| ----- | ------------------------------------- |
| 1     | Todd Rogers / Phil Dalhausser         |
| 2     | Matthew Fuerbringer / Nicholas Lucena |
| 3     | Ricardo Santos / Pedro Cunha          |
| 4     | Pablo Herrera / Adrián Gavira         |
| 5     | Harley Marques / Evandro Gonçalves    |
| 5     | Jonathan Erdmann / Kay Matysik        |
| 7     | Emanuel Rego / Alison Cerutti         |
| 7     | Neilton Santos / Vitor Felipe         |

Gleich ihr erstes Spiel in der Qualifikation verloren Walkenhorst und Kaczmarek, während von drei Paaren aus Österreich sowohl Kunert/Petutschnig, die im Endklassement Siebzehnte wurden, als auch Seidl/Huber das Hauptfeld erreichten, die sich wie die Deutschen Stefan Windscheif und Sebastian Dollinger den dreizehnten Rang erkämpften. Die einzigen Eidgenossen Martin Laciga und Jonas Weingart verloren gleich ihre ersten beiden Spiele. Besser machten es Jonathan Erdmann und Kay Matysik, die ihre ersten drei Begegnungen gewinnen konnten und auf dem fünften Platz endeten. Im Halbfinale trafen Dalhausser/Rogers auf Ricardo/Cunha, während sich Fuerbringer/Lucena mit Herrera/Gavira auseinandersetzen mussten. Beide US-amerikanischen Paare erreichten das Finale, das die amtierenden Olympiasieger für sich entschieden, während die Südamerikaner die Bronzemedaille errangen.

### Silesia Open in Myslowice (24. bis 29. April)
| Platz | Team                                  |
| ----- | ------------------------------------- |
| 1     | Ricardo Santos / Pedro Cunha          |
| 2     | Márcio Araújo / Pedro Solberg         |
| 3     | Pablo Herrera / Adrián Gavira         |
| 4     | Paolo Nicolai / Daniele Lupo          |
| 5     | Reinder Nummerdor / Richard Schuil    |
| 5     | Jacob Gibb / Sean Rosenthal           |
| 7     | Clemens Doppler / Alexander Horst     |
| 7     | Matthew Fuerbringer / Nicholas Lucena |

Von drei deutschen und vier österreichischen Paaren, die in der Qualifikation gestartet waren, erreichten nur Clemens Doppler und Alexander Horst aus der Alpenrepublik die Hauptrunde in Polen. Während sich die Österreicher den siebten Platz sichern konnten, mussten sich die einzig verbliebenen Deutschen David Klemperer und Eric Koreng ebenso wie die Schweizer Heuscher/Bellaguarda nach je zwei Niederlagen in ihren ersten beiden Spielen mit dem geteilten 25. Rang begnügen. Etwas besser machten es deren Landsmänner Heyer/Chevallier, denen ein Sieg zum siebzehnten Platz im Gesamtklassement reichte. Im Semifinale unterlagen Lupo/Nicolai den Brasilianern Ricardo/Cunha und deren Landsmänner Márcio Araújo/Pedro bezwangen Herrera/Gavira. In Myslowice konnten die Spanier das Spiel um den dritten Platz für sich entscheiden, während im Endspiel Ricardo und Cunha triumphierten.

### Grand Slam in Shanghai (1. bis 6. Mai)
| Platz | Team                                  |
| ----- | ------------------------------------- |
| 1     | Todd Rogers / Phil Dalhausser         |
| 2     | Jacob Gibb / Sean Rosenthal           |
| 3     | Márcio Araújo / Pedro Solberg         |
| 4     | Benjamin Insfran / Bruno Schmidt      |
| 5     | Emanuel Rego / Alison Cerutti         |
| 5     | Pablo Herrera / Adrián Gavira         |
| 5     | Emiel Boersma / Daan Spijkers         |
| 5     | Matthew Fuerbringer / Nicholas Lucena |

Während sich Dollinger/Windscheif nach überstandener Qualifikation sowie Erdmann/Matysik als Gruppenerste direkt für die zweite Runde qualifizierten, mussten Klemperer/Koreng als Dritte ihres Pools den Umweg über die erste Hauptrunde nehmen. Alle drei Teams schieden anschließend aus. Von zwei österreichischen Paaren überstanden Huber/Seidl den Vorkampf, konnten jedoch in ihrem Pool kein Spiel gewinnen. Die Eidgenossen M. Laciga/Weingart scheiterten in der zweiten Qualifikationsrunde. Heuscher/Bellaguarda unterlagen als Gruppenzweite in der ersten Hauptrunde, während Heyer/Chevalier ebenso wie die deutschen Duos im Achtelfinale verloren. In der Vorschlussrunde standen vier Paare vom amerikanischen Kontinent. In beiden Begegnungen setzten sich die US-Amerikaner gegen die Brasilianer durch. Pedro und Marcio Araujo bezwangen anschließend Benjamin und Bruno und sicherten sich die Bronzemedaille, während im Finale die an Nummer eins gesetzten Rogers/Dalhausser gegen Gibb/Rosenthal siegreich blieben.

### Grand Slam in Peking (8. bis 13. Mai)
| Platz | Team                                    |
| ----- | --------------------------------------- |
| 1     | Reinder Nummerdor / Richard Schuil      |
| 2     | Paolo Nicolai / Daniele Lupo            |
| 3     | Emanuel Rego / Alison Cerutti           |
| 4     | Jacob Gibb / Sean Rosenthal             |
| 5     | Jonathan Erdmann / Kay Matysik          |
| 5     | Aleksandrs Samoilovs / Ruslans Sorokins |
| 5     | Emiel Boersma / Daan Spijkers           |
| 5     | Matthew Fuerbringer / Nicholas Lucena   |

In der Qualifikation scheiterten M. Laciga/Weingart aus der Schweiz, während die Österreicher Doppler/Horst und die beiden deutschen Paare Dollinger/Windscheif und Klemperer/Koreng das Hauptfeld erreichten. Letztere überstanden ebenso wie die Österreicher und die Eidgenossen Heuscher/Bellaguarda nicht die Gruppenphase, während deren Landsleute Heyer/Chevalier in der ersten Hauptrunde ausschieden. Für Dollinger/Windscheif war das Achtelfinale Endstation, während die direkt für den Hauptwettbewerb qualifizierten Erdmann/Matysik im Viertelfinale gegen Nicolai/Lupo verloren. Die Italiener besiegten anschließend die amtierenden brasilianischen Weltmeister und erhielten nach der Niederlage im Finale gegen die Niederländer Nummerdor/Schuil die Silbermedaille. Den dritten Platz sicherten sich Alison/Emanuel mit einem Sieg über die US-Amerikaner Gibb/Rosenthal.

### Prag Open (22. bis 27. Mai)
| Platz | Team                                    |
| ----- | --------------------------------------- |
| 1     | Ricardo Santos / Pedro Cunha            |
| 2     | Emanuel Rego / Alison Cerutti           |
| 3     | Todd Rogers / Phil Dalhausser           |
| 4     | Márcio Araújo / Pedro Solberg           |
| 5     | Reinder Nummerdor / Richard Schuil      |
| 5     | Aleksandrs Samoilovs / Ruslans Sorokins |
| 7     | Přemysl Kubala / Petr Beneš             |
| 7     | Jon Stiekema / Christiaan Varenhorst    |

Nach ihren Siegen in der deutschen Country Quota über Backhaus/Westphal und Kaczmarek/Walkenhorst, die zuvor A. Dollinger/Stiel ausgeschaltet hatten, scheiterten Böckermann/Urbatzka in der dritten Qualifikationsrunde an M. Laciga/Weingart. Die Schweizer verloren ebenso wie Heyer/Chevalier ihr erstes Hauptrundenspiel, konnten aber im Gegensatz zu ihren Landsleuten die folgende Begegnung gewinnen. M. Laciga/Weingart belegten ebenso wie die deutschen Paare Erdmann/Matysik und Klemperer/Koreng in der Endabrechnung den geteilten 17. Platz. Beste Deutsche waren diesmal Dollinger/Windscheif, die jedoch in der nächsten Runde von Ricardo/Cunha bezwungen wurden. Die Brasilianer gewannen auch ihre folgenden 5 Spiele und wurden Sieger der tschechischen Open, obwohl sie gleich ihre allererste Begegnung verloren hatten. Die Silbermedaille errangen Emanuel/Alison, sie hatten im Halbfinale Pedro und Marcio Araujo besiegt. Nach der Niederlage gegen Rogers/Dalhausser belegten die Brasilianer den vierten Platz, die ehemaligen Weltmeister wurden Dritte.

### Grand Slam in Moskau (7. bis 12. Juni)
| Platz | Team                                    |
| ----- | --------------------------------------- |
| 1     | Emanuel Rego / Alison Cerutti           |
| 2     | Reinder Nummerdor / Richard Schuil      |
| 3     | Ricardo Santos / Pedro Cunha            |
| 4     | Julius Brink / Jonas Reckermann         |
| 5     | Benjamin Insfran / Bruno Schmidt        |
| 5     | Jonathan Erdmann / Kay Matysik          |
| 5     | Aleksandrs Samoilovs / Ruslans Sorokins |
| 5     | Jacob Gibb / Sean Rosenthal             |

Während die Österreicher Doppler/Horst ihr zweites Spiel verloren, konnten sich sowohl Windscheif/Dollinger als auch die beiden Schweizer Paare M. Laciga/Weingart und Heyer/Chevalier in der Qualifikation behaupten. Die letztgenannten kamen über die Poolrunde nicht hinaus, für M. Laciga/Weingart und Heuscher/Bellaguarda kam das Aus in der ersten Hauptrunde. In die zweite Runde schafften es neben Dollinger/Windscheif auch Klemperer/Koreng. Noch erfolgreicher waren Erdmann/Matysik, die erst im Viertelfinale gegen Julius Brink und Jonas Reckermann verloren. Das beste deutsche Paar unterlag anschließend Emanuel/Alison und im Spiel um den dritten Platz Ricardo/Cunha. Emanuel Rego und Alison Cerutti konnten sich zum ersten Mal in der laufenden Saison die Goldmedaille sichern. Im Spiel gegen die Niederländer Reinder Numerdor und Richard Schuil gewannen sie mit 2:0 Sätzen.

### Grand Slam in Rom (13. bis 17. Juni)
| Platz | Team                                     |
| ----- | ---------------------------------------- |
| 1     | Jacob Gibb / Sean Rosenthal              |
| 2     | Emanuel Rego / Alison Cerutti            |
| 3     | Sascha Heyer / Sébastien Chevallier      |
| 4     | Matthew Fuerbringer / Nicholas Lucena    |
| 5     | Přemysl Kubala / Petr Beneš              |
| 5     | Jonathan Erdmann / Kay Matysik           |
| 5     | Aleksandrs Samoilovs / Ruslans Sorokins  |
| 5     | Patrick Heuscher / Jefferson Bellaguarda |

Klemperer/Koreng mussten sich schon nach ihrem ersten Spiel aus der italienischen Hauptstadt verabschieden. Müllner/Wutzl aus Österreich und zum dritten Mal in Folge M. Laciga/Weingart überstanden die Qualifikation. Beide Paare sowie die zwei anderen Schweizer Duos und die drei verbliebenen deutschen Teams setzten sich in der Gruppenphase durch. Während die Österreicher und die Schweizer Qualifikanten sowie Brink/Reckermann das Aus in der ersten Hauptrunde ereilte, kamen Windscheif/Dollinger ins Achtelfinale. Heuscher/Bellaguarda trafen in der Runde der letzten acht Teams auf Heyer/Chevallier, die durch eine Verletzung bei ihren Landsleuten das Halbfinale erreichten. Erdmann/Matysik, die zuvor gegen die an Zwei gesetzten Niederländer gewonnen hatten, unterlagen der Nummer eins, den amtierenden Weltmeistern. Anschließend setzten sich Emanuel/Alison gegen Fuerbringer/Lucena durch, während deren Landsmänner Gibb/Rosenthal die Schweizer bezwangen und danach auch das Finale gewannen. Die Bronzemedaille sicherten sich Heyer/Chevallier.

### Grand Slam in Gstaad(3. bis 8. Juli)
| Platz | Team                                  |
| ----- | ------------------------------------- |
| 1     | Jacob Gibb / Sean Rosenthal           |
| 2     | Emanuel Rego / Alison Cerutti         |
| 3     | Paolo Nicolai / Daniele Lupo          |
| 4     | Todd Rogers / Phil Dalhausser         |
| 5     | Benjamin Insfran / Bruno Schmidt      |
| 5     | Ricardo Santos / Pedro Cunha          |
| 5     | Rhooney Ferramenta / Thiago Barbosa   |
| 5     | Matthew Fuerbringer / Nicholas Lucena |

Die Deutschen Böckermann/Urbatzka, die Österreicher Hupfer/Leeb und die Schweizer Sutter/Sutter schieden in der Qualifikation aus, während sich deren Landsleute Gabathuler/Gerson für das Hauptfeld qualifizieren konnten. In der Poolrunde scheiterten sie jedoch, obwohl sie Klemperer/Koreng bezwingen konnten, da sie im direkten Vergleich Dollinger/Windscheif unterlagen. Die kamen durch einen Sieg über Nummerdor/Schuil ins Achtelfinale, wo sie ebenso verloren wie die direkt qualifizierten Klemperer/Koreng und M. Laciga/Weingart. In der ersten Hauptrunde waren schon Erdmann/Matysik, die Österreicher Doppler/Horst und die Schweizer Heyer/Chevallier ausgeschieden. Das Finale bestritten Gibb/Rosenthal nach einem Sieg über Rogers/Dalhausser gegen Emanuel/Rego, die zuvor Nicolai/Lupo ausgeschaltet hatten. Die Goldmedaille ging an die US-Amerikaner, während sich die Italiener die Bronzemedaille sicherten.

### Grand Slam in Berlin (10. bis 14. Juli)
| Platz | Team                               |
| ----- | ---------------------------------- |
| 1     | Emanuel Rego / Alison Cerutti      |
| 2     | Jacob Gibb / Sean Rosenthal        |
| 3     | Grzegorz Fijałek / Mariusz Prudel  |
| 4     | Reinder Nummerdor / Richard Schuil |
| 5     | Márcio Araújo / Pedro Solberg      |
| 5     | Jonathan Erdmann / Kay Matysik     |
| 5     | David Klemperer / Eric Koreng      |
| 5     | Emiel Boersma / Daan Spijkers      |

Der Berliner Grand Slam fand zum ersten Mal in der Waldbühne statt. Von den drei in der Qualifikation angetretenen deutschen Paaren Fuchs/Lüdike, Kaczmarek/Walkenhorst und Böckermann/Urbatzka erreichten nur letztgenannte das Hauptfeld. Noch schlechter erging es den Österreichern. Die vier gestarteten Duos Hupfer/Leeb, Kunert/Petutschnig, Müllner/Wutzl und Huber/Seidl mussten nach der Vorausscheidung ebenso die Heimreise antreten wie die Schweizer M. Laciga/Weingart, während deren Landsleute Heuscher/Bellaguarda ohne Sieg in der Gruppenphase das Turnier beendeten. Obwohl sie die an vier gesetzten Benjamin/Bruno bezwingen konnten, überstanden auch Dollinger/Windscheif die Poolrunde nicht. Böckermann/Urbatzka über die erste Hauptrunde und Brink/Reckermann als Gruppenerste erreichten das Achtelfinale, Erdmann/Matysik und Klemperer/Koreng kamen in die Runde der besten acht besten Teams des Turniers. Im Halbfinale gab es zwei Mal die Begegnung Amerika gegen Europa. Gibb/Rosenthal besiegten Fijalek/Prudel, während Nummerdor/Schuil gegen Alison und Emanuel verloren. Die Südamerikaner sicherten sich anschließend auch die Goldmedaille, während im Spiel um den dritten Platz die Polen gegen die Niederländer siegreich blieben. Nach dem Turnier beendete David Klemperer seine Beachvolleyballkarriere.

### Grand Slam in Klagenfurt (17. bis 22. Juli)
| Platz | Team                               |
| ----- | ---------------------------------- |
| 1     | Reinder Nummerdor / Richard Schuil |
| 2     | Márcio Araújo / Pedro Solberg      |
| 3     | Jacob Gibb / Sean Rosenthal        |
| 4     | Todd Rogers / Phil Dalhausser      |
| 5     | Ricardo Santos / Pedro Cunha       |
| 5     | Xu Linyin / Wu Penggen             |
| 5     | Julius Brink / Jonas Reckermann    |
| 5     | Jonathan Erdmann / Kay Matysik     |

Böckermann/Urbatzka besiegten Kaczmarek/Walkenhorst in der Country Quota, scheiterten jedoch in der zweiten Qualifikationsrunde wie die Schweizer Gabathuler/Schnider. Deren Landsleute R. und A. Sutter hatten zuvor schon wie die österreichischen Paare Kandolf/Dressler, Hupfer/Leeb und Kunert/Petutschnig ihr erstes Spiel der Vorausscheidung verloren. In den Poolspielen blieben die drei für das Hauptfeld qualifizierten deutschen Teams ohne Niederlage, während von den österreichischen Duos Müllner/Wutzl, Doppler/Horst und Huber/Seidl nur letztere die erste Hauptrunde erreichten. Dort war für sie ebenso das Turnier beendet wie für die Eidgenossen M. Laciga/Weingart. Heyer/Chevalier und Dollinger/Windscheif konnten im Achtelfinale ihre Spiele nicht gewinnen. In die Runde der besten acht kamen die anderen beiden deutschen Teams. Deren Bezwinger trafen im Semifinale aufeinander. Die Brasilianer Pedro und Márcio Araújo behielten die Oberhand über Rogers/Dalhausser, die anschließend auch das Match um die Bronzemedaille gegen ihre US-amerikanischen Landsmänner Gibb/Rosenthal verloren. Das Finale gewannen die Niederländer Nummerdor/Schuil.

### Mazuri Grand Slam in Stare Jabłonki (14. bis 19. August)
| Platz | Team                                  |
| ----- | ------------------------------------- |
| 1     | Mārtiņš Pļaviņš / Jānis Šmēdiņš       |
| 2     | Clemens Doppler / Alexander Horst     |
| 3     | Todd Rogers / Phil Dalhausser         |
| 4     | Jacob Gibb / Sean Rosenthal           |
| 5     | Emanuel Rego / Alison Cerutti         |
| 5     | Thiago Barbosa / Bruno Schmidt        |
| 5     | Grzegorz Fijałek / Mariusz Prudel     |
| 5     | Matthew Fuerbringer / Nicholas Lucena |

In der österreichischen nationalen Vorentscheidung erhielten Müllner/Wutzl und Huber/Seidl ein Freilos. Hupfer/Leeb setzten sich gegen Kunert/Moser durch, scheiterten jedoch wie die Deutschen Böckermann/Urbatzka in der Qualifikation. Die anderen beiden Paare aus der Alpenrepublik erreichten das Hauptfeld, überstanden wie ihre Landsmänner Doppler/Horst, die beiden verbliebenen deutschen Paare und Heuscher/Weingart die Gruppenphase, scheiterten jedoch ebenso wie Fuchs/Koreng und die Schweizer in der ersten Hauptrunde. Deren Landsleute Gerson/Gabathuler hatten alle Spiele in ihrem Pool verloren. Für Walkenhorst/Matysik war dann das Achtelfinale Endstation. Die an Nummer 25 gesetzten Doppler/Horst standen nach ihrem Halbfinalsieg über Gibb/Rosenthal zum ersten Mal in einem Finale der Weltserie, verloren dieses gegen die Letten Plavins/Smedins, die zuvor schon Rogers/Dalhausser besiegt hatten. Im US-amerikanischen Duell um die Bronzemedaille konnten sich die Exweltmeister jedoch durchsetzen.

## Auszeichnungen des Jahres 2012
| FIVB Tour Champion    | Jacob Gibb / Sean Rosenthal |
| Team of the year      | Jacob Gibb / Sean Rosenthal |
| Most Outstanding      | Sean Rosenthal              |
| Sportsperson          | Emanuel Rego                |
| Top Rookie            | Christiaan Varenhorst       |
| Most Inspirational    | Emanuel Rego                |
| Most Improved Player  | Paolo Nicolai               |
| Best Blocker          | Phil Dalhausser             |
| Best Hitter           | Alison Cerutti              |
| Best Offensive Player | Phil Dalhausser             |
| Best Server           | Eric Koreng                 |
| Best Setter           | Phil Dalhausser             |
| Best Defensive Player | Mārtiņš Pļaviņš             |